# Sojuz TM-20
Sojuz TM-20 (Союз ТМ-20) – rosyjska załogowa misja kosmiczna, stanowiąca dwudziestą wyprawę na pokład stacji Mir.
Na pokładzie znajdowało się 10 kg ekwipunku do przeprowadzanego przez astronautę Ulfa Merbolda miesięcznego eksperymentu Euromir 94.
Podczas automatycznego podejścia do stacji, pojazd nieoczekiwanie zmienił orientację. Wiktorenko dokończył procedurę dokowania ręcznie.